# Big Generator
Big Generator — двенадцатый студийный альбом прогрессивной рок-группы Yes, выпущенный в 1987 году. 14 ноября 1987 года диск занял 15 строчку в чарте Billboard 200.
В процессе работы над Big Generator, то и дело возникали разногласия между Рэбином и Андерсоном. Всего было продано более 2 миллиона копий. В отличие от предыдущего альбома в Big Generator имеется несколько продолжительных композиций в стиле прогрессива 70-х — «I’m Running» и «Shoot High, Aim Low». В чарты также попали композиции «Love Will Find a Way» (написанная Тревором Рэбином) и «Rhythm of Love».

## Список композиций
| №  | Название                                    | Автор(ы)                         | Длительность |
| -- | ------------------------------------------- | -------------------------------- | ------------ |
| 1. | «Rhythm of Love»                            | Kaye/Rabin/Anderson/Squire       | 4:47         |
| 2. | «Big Generator»                             | Rabin/Kaye/Anderson/Squire/White | 4:33         |
| 3. | «Shoot High, Aim Low»                       | White/Kaye/Rabin/Anderson/Squire | 7:01         |
| 4. | «Almost Like Love»                          | Kaye/Rabin/Anderson/Squire       | 4:58         |
| 5. | «Love Will Find a Way»                      | Rabin                            | 4:50         |
| 6. | «Final Eyes»                                | Rabin/Kaye/Anderson/Squire       | 6:25         |
| 7. | «I'm Running»                               | Rabin/Squire/Anderson/Kaye/White | 7:37         |
| 8. | «Holy Lamb (Song for Harmonic Convergence)» | Anderson                         | 3:19         |

### 2009 Japan Bonus Tracks
1. «Love Will Find a Way [Edited Version]»
2. «Love Will Find a Way [Extended Version]»
3. «Rhythm of Love [Dance to the Rhythm Mix]»
4. «Rhythm of Love [Move to the Rhythm Mix]»
5. «Rhythm of Love [the Rhythm of Dub]»

## Участники записи

### Yes
- Джон Андерсон — вокал
- Трэвор Рэбин — вокал, гитары, клавишные
- Тони Кей — клавишные, орган
- Крис Сквайр — бас-гитара, вокал
- Алан Уайт — ударные

### Приглашённые музыканты
- Soul Lips-James Zavala, Lee R. Thornburg, Nick Lane, Greg Smith — валторна в «Almost Like Love»:
- James Zavala — губная гармоника в «Love Will Find a Way»

## Позиция в Чартах

### Альбом
Album — Billboard (North America)
| Год  | Чарт          | Место |
| ---- | ------------- | ----- |
| 1987 | Billboard 200 | 15    |

### Синглы
Singles — Billboard (North America)
| Год  | Сингл                  | Чарт                   | Место |
| ---- | ---------------------- | ---------------------- | ----- |
| 1987 | «Love Will Find a Way» | Mainstream Rock Tracks | 1     |
| 1987 | «Love Will Find a Way» | Billboard Hot 100      | 30    |
| 1987 | «Rhythm of Love»       | Mainstream Rock Tracks | 2     |
| 1987 | «Rhythm of Love»       | Billboard Hot 100      | 40    |
| 1987 | «Shoot High Aim Low»   | Mainstream Rock Tracks | 11    |
| 1988 | «Final Eyes»           | Mainstream Rock Tracks | 20    |

## Прочее
- «Top Pop Albums 1955—2001», Joel Whitburn, c. 2002
- Yes, «Big Generator» CD Liner Notes. 1987 ATCO Records.
- Yes, «Big Generator» CD Liner Notes. 2009 Warner Japan Music Records.